# Jean Laffitte
Jean Clément Marie Gérard Joseph Françoise Georges Laffitte Comm. l'Emm. más conocido como Jean Laffitte (n. Oloron-Sainte-Marie, Pirineos Atlánticos, Francia, 5 de mayo de 1952) es un obispo católico, filósofo, teólogo, profesor, autor y politólogo francés

## Biografía
Nacido en el municipio francés de Oloron-Sainte-Marie, el día 5 de mayo de 1952.
Su hermana Martine Lafitte-Catta es la cofundadora de la Comunidad del Emmanuel (Comm. l'Emm.), una comunidad religiosa y asociación de Derecho pontificio nacida en París en 1972 y ala que pertenece.
Después de completar sus estudios primarios y secundarios, asistió a la Universidad Federal de Toulouse Midi-Pyrénées (UFTMP), donde en 1973 obtuvo el título de Licenciado en Ciencias políticas.
Además, en 1979 después de realizar algunos cursos en la Universidad de Cambridge (Reino Unido) y en 1980 en la Universidad de Salamanca (España), descubrió su vocación religiosa y en 1984 decidió trasladarse a la ciudad de Roma (Italia), donde ingresó en el Seminario Pontificio Francés.
También, en 1988 se licenció en Teología y Filosofía por la Pontificia Universidad Gregoriana.
Finalmente el día 2 de julio de 1989 fue ordenado sacerdote, por el obispo Mons. Raymond Joseph Gastón Séguy, siendo incardinado en la diócesis francesa de Autun y pasando a ser un religioso más de la Comunidad del Emmanuel.
Tras su ordenación volvió a Roma y allí continuó con sus estudios superiores en el Pontificio Instituto Juan Pablo II para Estudios sobre el Matrimonio y la Familia, donde obtuvo un Doctorado en Teología moral.
Al terminar su formación en 1994, en la misma institución se convirtió en profesor de Ética de la Unión, de Antropología y de Espiritualidad, mientras que desde 1999 hasta el 2001 fue el Vice-Rector de dicho instituto.
El 14 de enero del 2000, el Papa Juan Pablo II le otorgó el título honorífico de Capellán de Su Santidad.

### Santa Sede
En 2003 fue llamado por la Santa Sede para ser nombrado Consultor de la Congregación para la Doctrina de la Fe, entonces dirigida por el cardenal alemán Mons. Joseph Aloisius Ratzinger ("más tarde el futuro Papa Benedicto XVI").
Luego el 28 de enero de 2005, Juan Pablo II lo nombró Subsecretario del Pontificio Consejo para la Familia y más tarde el 24 de enero de 2006, Benedicto XVI lo nombró Vicepresidente de la Pontificia Academia para la Vida.